# 陈星 (主持人)
陈星（1976年4月21日—），中央廣播電視總台港澳台节目中心主持人，大湾区之声旗下栏目播音，中国共产党党员，第十三届广东省人民代表大会代表。此前为广东南方电视台主播及编播组监制，是该台第一位获得全国“金话筒奖”的节目主持人，在广东地区有较高的知名度。其丈夫为广东广播电视台节目主持人张海宁。

## 经历
陈星在山东出生，父亲是广东韶关人，母亲是山东人，三岁随父母回到广东韶关生活，受从事广播行业的母亲影响，就读广东省广播电视学校播音专业，1995年毕业后在珠海电视台新闻部工作。
1996年1月，加入广东有线广播电视台都市频道（大湾区卫视前身）。2001年，广东有线广播电视台改组为南方电视台，其主持新开办的新闻专题节目《今日话你知》。2002年6月17日，生活资讯节目《城事特搜》开播，陈星成为主持之一。在其主持的十余年间，受到较多观众的关注和欢迎，她也因在《特搜》的表现而获评2006年中国电视播音员主持人“金话筒奖”，成为该届唯一以方言节目获奖的主持人，也是南方电视台第一位获得全国“金话筒奖”的主持人。
2011年开始，因家庭原因，其主要工作逐渐转向幕后，参与制作《缘来是你》、《最佳拍档》、《谁语争峰》等综艺节目。2016年7月22日，以其为名、《谁语争锋》制作团队为基础的广东广播电视台下属媒体工作室——“陈星工作室”成立。其工作室主要关注岭南方言文化，并推动成立岭南方言文化博物馆，为中国规模最大的语言博物馆。
2019年，中央人民广播电台华夏之声改版为大湾区之声，由于粤语节目比例增加，包括陈星在内的一批广东广播电视台粤语主持加盟，其成为中央广播电视总台港澳台节目中心的一名主持人。她此后多次在大型活动中担任粤语直播解说，如庆祝中华人民共和国成立70周年大会；并在2020年1月担任2020年中央广播电视总台春节联欢晚会粤港澳大湾区分会场的主持人。2024年，获得第2届中国播音主持金声奖“优秀广播播音员主持人”。

## 节目

### 广东南方卫视时期
| - 新闻资讯节目 - 今日话你知 - 南方视窗 - 城事特搜 - 星动时光 | - 综艺娱乐节目 - 亚运冲锋号 - 为爱向前冲 - 奶奶驾到 |

### 总台港澳台节目中心时期
| - 大湾区之声节目 - 湾区早晨 - 港清楚 - 谈股论金 | - 配音/主持节目 - 庆祝中华人民共和国成立70周年大会 - 庆祝澳门回归祖国二十周年大会 - 中央广播电视总台2020新年音乐会——扬帆远航大湾区 - 2020年中央广播电视总台春节联欢晚会粤港澳大湾区分会场 - 央视奥林匹克频道《艺术里的奥林匹克》 |

## 荣誉
- 2000年广东新闻播音三等奖[4]
- 2006年中国电视播音员主持人“金话筒奖”[11]
- 第十届广州市十大杰出青年[12]
- 广东省十佳女新闻工作者、三八红旗手[13]
- 第六届全国德艺双馨电视艺术工作者[14]
- 2024年获第2届中国播音主持“金声奖”[15]。